# Theriotia
Theriotia är ett släkte av bladmossor. Theriotia ingår i familjen Buxbaumiaceae.
Kladogram enligt Catalogue of Life:
| Theriotia | \| \| Theriotia kashmirensis \| \| \| \| \| \| Theriotia lorifolia \| \| \| \| |
|           | \| \| Theriotia kashmirensis \| \| \| \| \| \| Theriotia lorifolia \| \| \| \| |
|           | sköldmossor                                                                    |
|           |                                                                                |
|           | Diphyscium                                                                     |
|           |                                                                                |
|           | Muscoflorschuetzia                                                             |
|           |                                                                                |
|           | Theriotia kashmirensis                                                         |
|           |                                                                                |
|           | Theriotia lorifolia                                                            |
|           |                                                                                |

|  | Theriotia kashmirensis |
|  |                        |
|  | Theriotia lorifolia    |
|  |                        |